# Open Source Software Image Map
Open Source Software Image Map oder OSSIM ist eine Geodaten Bibliothek zur Bildverarbeitung, Kommandozeilen Applikation, Test- und Buildsystem.

## Geschichte
Die Kernentwickler haben aus Frustration OSSIM entwickelt. Sie arbeiteten für ImageLinks Inc., ein Spinoff der Harris Corporation.
Da die Grafikarbeitsplätze in den 1990er Jahr noch sehr kostspielig waren und es immer wieder zu Ausfällen, bzw. längeren Wartezeiten bei der Hardware (sun bzw. sgi) kam, experimentierten die Entwickler mit Linux. Es wurde versucht die eingesetzte Software Multi-Image Exploitation Tool (MET), auf Linux zu kompilieren, um so den Kostendruck zu senken. Ein interessanter Nebeneffekt war, dass die Software auf PC-Hardware und mit Linux schneller kompilierte und schneller lief.